# Médanos (Buenos Aires)
Médanos is een plaats in het Argentijnse bestuurlijke gebied Villarino in de provincie Buenos Aires. De plaats telt 5.447 inwoners.